# Lijst van spelers van het Bulgaarse voetbalelftal
Deze lijst van spelers van het Bulgaars voetbalelftal geeft een overzicht van alle voetballers die minimaal vijftig interlands achter hun naam hebben staan voor Bulgarije. Vetgezette spelers zijn in 2024 nog in actie geweest voor Bulgarije.

## Overzicht
- Bijgewerkt tot en met het WK-kwalificatieduel tegen  Wit-Rusland (1-1) op 18 november 2024 in Kopenhagen.

| Naam speler        | Eerst | Laatst | Interlands | Goals |
| ------------------ | ----- | ------ | ---------- | ----- |
| Stiliyan Petrov    | 1998  | 2011   | 105        | 8     |
| Borislav Michajlov | 1983  | 1998   | 102        | 0     |
| Hristo Bonev       | 1967  | 1979   | 96         | 48    |
| Krasimir Balakov   | 1988  | 2003   | 92         | 15    |
| Dimitar Penev      | 1964  | 1977   | 90         | 2     |
| Martin Petrov      | 1999  | 2011   | 90         | 19    |
| Ivelin Popov       | 2007  | 2019   | 90         | 16    |
| Radostin Kishishev | 1996  | 2009   | 83         | 1     |
| Hristo Stoichkov   | 1987  | 1999   | 83         | 37    |
| Nasko Sirakov      | 1983  | 1996   | 81         | 23    |
| Zlatko Yankov      | 1989  | 2003   | 80         | 4     |
| Anyo Sadkov        | 1981  | 1991   | 79         | 9     |
| Dimitar Berbatov   | 1999  | 2010   | 78         | 48    |
| Georgi Dimitrov    | 1978  | 1988   | 77         | 7     |
| Trifon Ivanov      | 1988  | 1998   | 76         | 7     |
| Ivan Kolev         | 1952  | 1966   | 75         | 25    |
| Dobromir Jetchev   | 1961  | 1974   | 73         | 2     |
| Ivan Dimitrov      | 1957  | 1970   | 72         | 1     |
| Radoslav Zdravkov  | 1975  | 1988   | 71         | 11    |
| Emil Kostadinov    | 1988  | 1998   | 70         | 27    |
| Zdravko Zdravkov   | 1996  | 2005   | 68         | 0     |
| Daniel Borimirov   | 1993  | 2005   | 67         | 5     |
| Dimitar Jakimov    | 1959  | 1973   | 67         | 9     |
| Dimitar Ivankov    | 1998  | 2010   | 65         | 0     |
| Ljoeboslav Penev   | 1987  | 1998   | 62         | 14    |
| Ivailo Petkov      | 1996  | 2009   | 62         | 3     |
| Bojil Kolev        | 1969  | 1980   | 60         | 8     |
| Dinko Dermendjiev  | 1966  | 1977   | 58         | 19    |
| Stoiko Mladenov    | 1978  | 1989   | 59         | 14    |
| Kiril Rakarov      | 1953  | 1962   | 58         | 1     |
| Ilian Kiriakov     | 1988  | 1996   | 57         | 0     |
| Manoli Manolov     | 1950  | 1961   | 57         | 0     |
| Boshidar Iskrenov  | 1982  | 1989   | 56         | 5     |
| Chavdar Tzvetkov   | 1974  | 1981   | 56         | 14    |
| Todor Diev         | 1955  | 1965   | 55         | 16    |
| Rosen Kirilov      | 1998  | 2006   | 55         | 0     |
| Plamen Nikolov     | 1978  | 1988   | 55         | 1     |
| Kiril Despodov     | 2018  | 2024   | 54         | 15    |
| Nikolai Illiev     | 1986  | 1994   | 54         | 5     |
| Andrej Jeliazkov   | 1974  | 1981   | 54         | 14    |
| Stjepan Boskov     | 1946  | 1958   | 53         | 4     |
| Georgi Peev        | 1999  | 2010   | 52         | 0     |
| Boris Gaganelov    | 1963  | 1970   | 51         | 0     |
| Stanislav Manolev  | 2008  | 2018   | 51         | 5     |
| Georgi Naydenov    | 1955  | 1963   | 51         | 0     |
| Ivailo Yordanov    | 1991  | 2000   | 51         | 4     |
| Nikolay Bodurov    | 2010  | 2019   | 50         | 2     |
| Ivan Zafirov       | 1968  | 1980   | 50         | 1     |

BFS · A-internationals · Selecties · Bondscoaches · Bulgaars vrouwenelftal · Olympisch elftal · Bulgarije U21 · Bulgarije U20 · Bulgarije U19 · Bulgarije U18 · Bulgarije U17 · Bulgarije U16
1924 – 1929 · 
1930 – 1939 · 
1940 – 1949 · 
1950 – 1959 · 
1960 – 1969 · 
1970 – 1979 · 
1980 – 1989 · 
1990 – 1999 · 
2000 – 2009 · 
2010 – 2019 ·
2020 − 2029
EK 1996 · 
EK 2004
WK 1962 · 
WK 1966 · 
WK 1970 · 
WK 1974 · 
WK 1986 · 
WK 1994 · 
WK 1998
OS 1924 · 
OS 1952 · 
OS 1956 · 
OS 1960 · 
OS 1968
1924 · 
1925 · 
1926 · 
1927 · 
1928 ·
1929 · 
1930 · 
1931 · 
1932 · 
1933 · 
1934 · 
1935 · 
1936 · 
1937 · 
1938 · 
1939 · 
1940 · 
1941 ·
1942 · 
1943 · 
1944 · 1945 · 
1946 ·
1947 · 
1948 · 
1949 · 
1950 · 
1952 · 
1952 · 
1953 · 
1954 · 
1955 · 
1956 · 
1957 · 
1958 · 
1959 · 
1960 · 
1961 · 
1962 · 
1963 · 
1964 · 
1965 · 
1966 · 
1967 · 
1968 · 
1969 · 
1970 · 
1971 · 
1972 · 
1973 · 
1974 · 
1975 · 
1976 · 
1977 · 
1978 · 
1979 · 
1980 · 
1981 · 
1982 · 
1983 · 
1984 · 
1985 · 
1986 · 
1987 · 
1988 · 
1989 · 
1990 · 
1991 · 
1992 · 
1993 · 
1994 · 
1995 · 
1996 · 
1997 · 
1998 · 
1999 · 
2000 · 
2001 · 
2002 · 
2003 · 
2004 · 
2005 · 
2006 · 
2007 · 
2008 · 
2009 · 
2010 · 
2011 · 
2012 · 
2013 · 
2014 · 
2015 ·
2016 ·
2017 ·
2018 ·
2019 ·
2020 ·
2021 ·
2022 ·
2023 ·
2024
Albanië ·
Algerije ·
Andorra ·
Argentinië ·
Armenië ·
Australië ·
Azerbeidzjan ·
België ·
Bolivia ·
Bosnië en Herzegovina ·
Brazilië ·
Canada · 
Chili ·
Cuba ·
Cyprus ·
DDR ·
Denemarken ·
Duitsland ·
Ecuador ·
Egypte ·
Engeland ·
Estland ·
Finland ·
Frankrijk ·
Georgië ·
Gibraltar ·
Griekenland ·
Hongarije ·
Ierland ·
IJsland ·
Indonesië ·
Iran ·
Israël ·
Italië ·
Jamaica ·
Japan ·
Joegoslavië ·
Jordanië ·
Kameroen ·
Kazachstan ·
Koeweit ·
Kosovo ·
Kroatië ·
Letland ·
Libanon ·
Litouwen ·
Luxemburg ·
Malta ·
Marokko ·
Mexico ·
Moldavië ·
Montenegro ·
Nederland ·
Nieuw-Caledonië ·
Nigeria ·
Noord-Ierland ·
Noord-Korea ·
Noord-Macedonië ·
Noorwegen ·
Oekraïne ·
Oman ·
Oostenrijk ·
Paraguay ·
Peru ·
Polen ·
Portugal ·
Qatar ·
Roemenië ·
Rusland ·
San Marino ·
Saoedi-Arabië ·
Schotland ·
Servië ·
Servië en Montenegro ·
Slovenië ·
Slowakije ·
Sovjet-Unie ·
Spanje ·
Tanzania ·
Thailand ·
Tsjechië ·
Tsjecho-Slowakije ·
Tunesië ·
Turkije ·
Uruguay ·
Verenigde Arabische Emiraten ·
Wales ·
Wit-Rusland ·
Zuid-Afrika ·
Zuid-Korea ·
Zweden ·
Zwitserland